# Neidalia bipuncta
Neidalia bipuncta är en fjärilsart som beskrevs av Rothschild. Neidalia bipuncta ingår i släktet Neidalia och familjen björnspinnare. Inga underarter finns listade i Catalogue of Life.